# Амесола, Хосе де
Хосе де Амесола-и-Асписуа (исп. José de Amézola y Aspizúa; 9 января 1874, Уркабустайс, Страна Басков — 1922, Серседилья, Мадрид) — испанский пелотист, чемпион летних Олимпийских игр 1900.
На Играх Амезола вместе с другим испанцем Франсиско Вильотой соревновался в баскской пелоте. Всего был один матч против французов Мориса Дуркуэтти и Эчегерайя, который испанская команда выиграла.